# Красна Прісня (Ковилкінський район)
Красна Прі́сня (рос. Красная Пресня, ерз. Краснай Пресня) — селище у складі Ковилкінського району Мордовії, Росія. Адміністративний центр Краснопрісненського сільського поселення.
Населення — 619 осіб 2010; 737 у 2002).
Національний склад станом на 2002 рік:
- росіяни — 71 %
- мордва — 26 %